# قلعه اردان
قلعه اردان مربوط به سده‌های میانه دوران‌های تاریخی پس از اسلام است و در شهرستان تفت، بخش مرکزی، دهستان دهشیر، روستای اردان واقع شده و این اثر در تاریخ ۷ اسفند ۱۳۸۶ با شمارهٔ ثبت ۲۱۷۱۵ به‌عنوان یکی از آثار ملی ایران به ثبت رسیده‌است.